# Tasiilaq
Tasiilaq (en el groenlandés actual), también conocido como Ammassalik y Angmagssalik (en el groenlandés antiguo) es la comunidad más populosa en Groenlandia suroriental y está ubicado en el municipio de Sermersooq. 
Fue fundada en 1894. El dialecto hablado por su población es uno de los tres principales del idioma groenlandés, el dialecto tunumiit.

## Galería

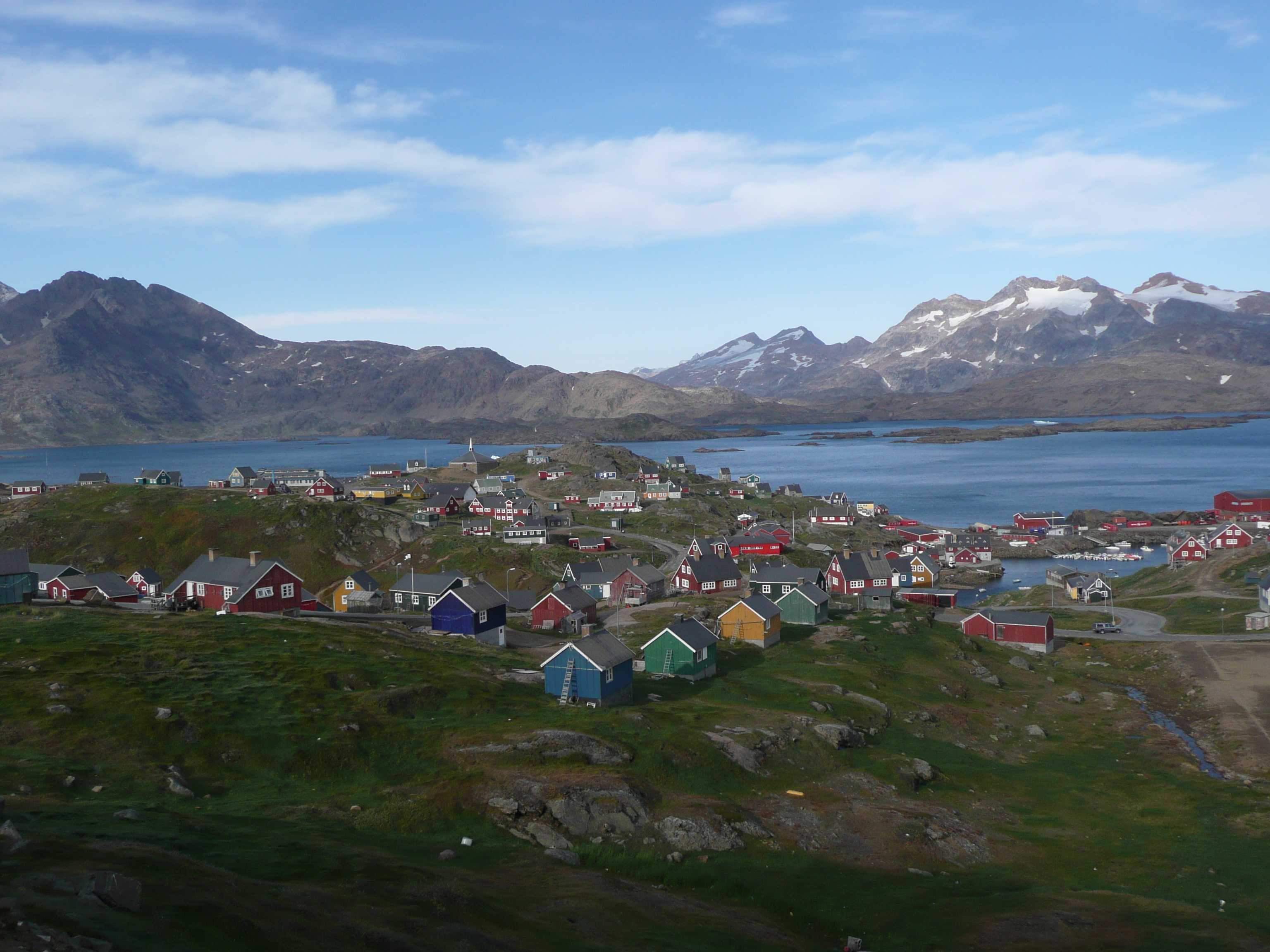
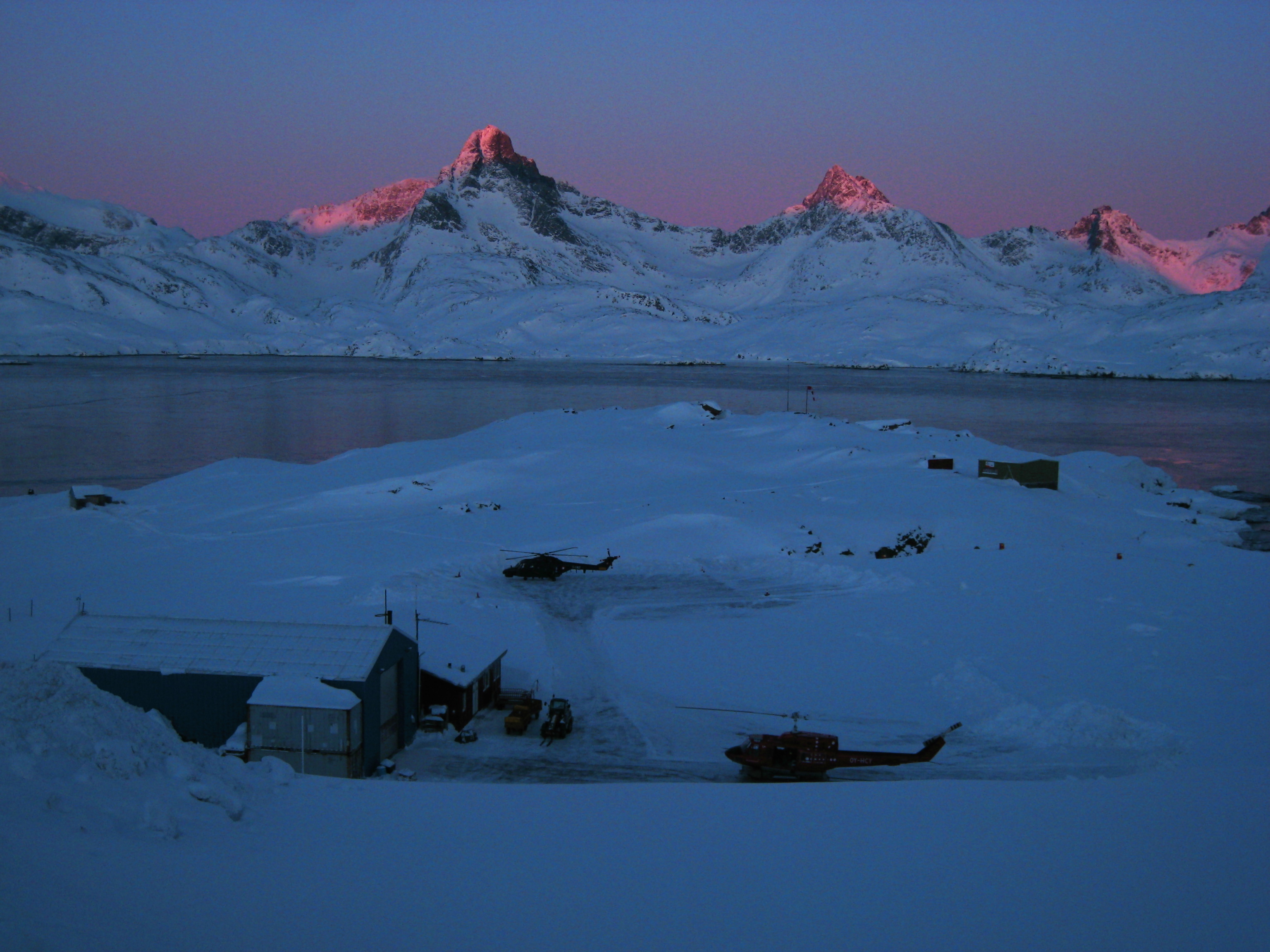
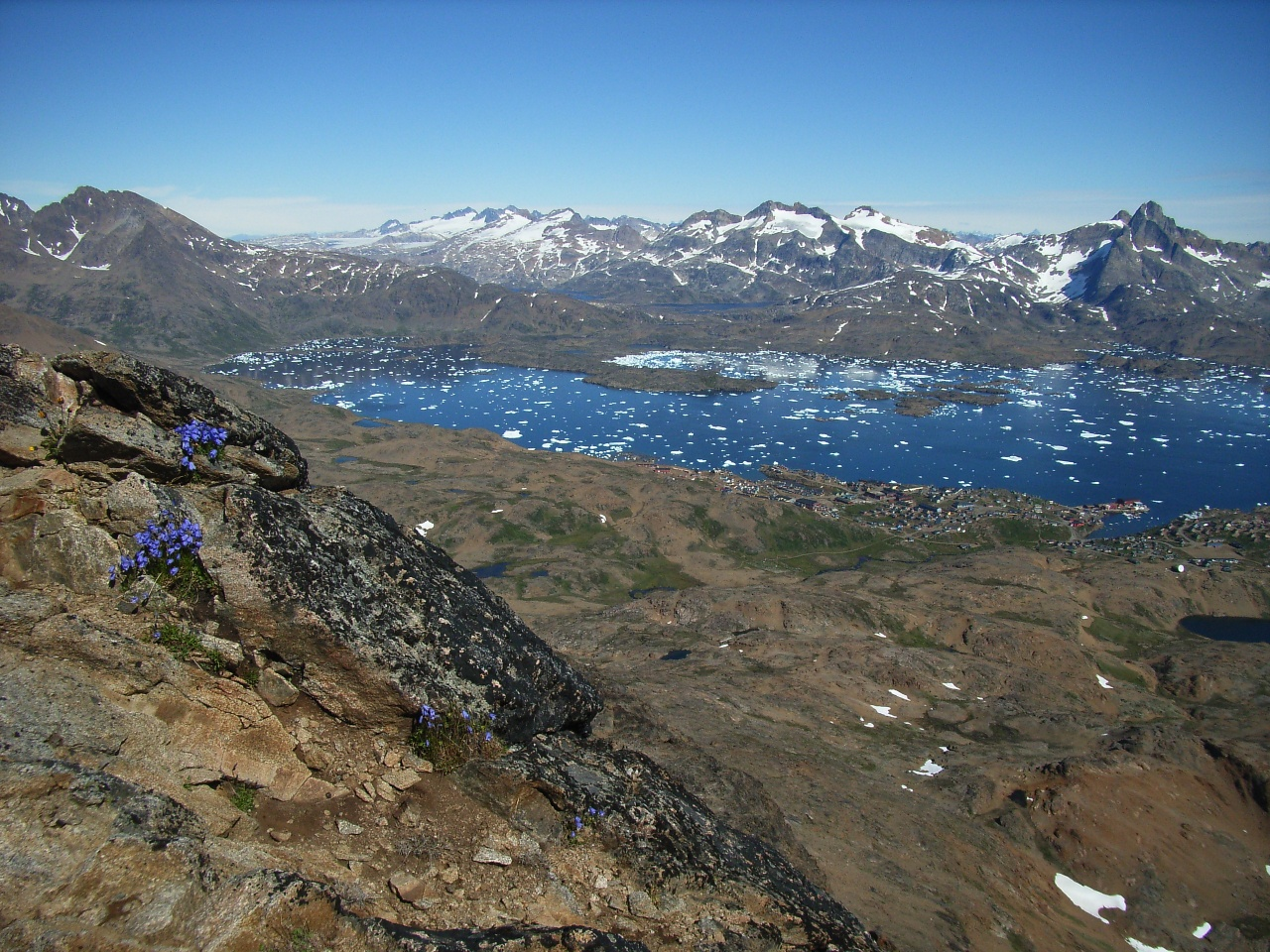

## Clima
| Parámetros climáticos promedio de Tasillaq | Parámetros climáticos promedio de Tasillaq | Parámetros climáticos promedio de Tasillaq | Parámetros climáticos promedio de Tasillaq | Parámetros climáticos promedio de Tasillaq | Parámetros climáticos promedio de Tasillaq | Parámetros climáticos promedio de Tasillaq | Parámetros climáticos promedio de Tasillaq | Parámetros climáticos promedio de Tasillaq | Parámetros climáticos promedio de Tasillaq | Parámetros climáticos promedio de Tasillaq | Parámetros climáticos promedio de Tasillaq | Parámetros climáticos promedio de Tasillaq | Parámetros climáticos promedio de Tasillaq |
| Mes                                        | Ene.                                       | Feb.                                       | Mar.                                       | Abr.                                       | May.                                       | Jun.                                       | Jul.                                       | Ago.                                       | Sep.                                       | Oct.                                       | Nov.                                       | Dic.                                       | Anual                                      |
| ------------------------------------------ | ------------------------------------------ | ------------------------------------------ | ------------------------------------------ | ------------------------------------------ | ------------------------------------------ | ------------------------------------------ | ------------------------------------------ | ------------------------------------------ | ------------------------------------------ | ------------------------------------------ | ------------------------------------------ | ------------------------------------------ | ------------------------------------------ |
| Temp. máx. abs. (°C)                       | 9.8                                        | 15.2                                       | 15.1                                       | 15.2                                       | 17.9                                       | 25.3                                       | 25.3                                       | 25.2                                       | 21.2                                       | 19.3                                       | 21.6                                       | 12.2                                       | 25.3                                       |
| Temp. máx. media (°C)                      | -4.5                                       | -4.5                                       | -4.1                                       | -0                                         | 3.7                                        | 7.3                                        | 10.2                                       | 9.7                                        | 6.4                                        | 1.9                                        | -1.5                                       | -3.7                                       | 1.8                                        |
| Temp. media (°C)                           | -7.7                                       | -7.8                                       | -7.8                                       | -3.9                                       | 0.5                                        | 3.9                                        | 6.4                                        | 6.3                                        | 3.5                                        | -0.6                                       | -4.1                                       | -6.7                                       | -1.5                                       |
| Temp. mín. media (°C)                      | -10.9                                      | -11.2                                      | -11.5                                      | -7.7                                       | -2.7                                       | 0.5                                        | 2.6                                        | 2.8                                        | 0.6                                        | -3.1                                       | -6.6                                       | -9.7                                       | -4.7                                       |
| Temp. mín. abs. (°C)                       | -30.3                                      | -30.7                                      | -32                                        | -25.4                                      | -15.7                                      | -8.6                                       | -3.5                                       | -5.7                                       | -7.6                                       | -18.3                                      | -25.2                                      | -29.4                                      | -32                                        |
| Precipitación total (mm)                   | 120                                        | 111.1                                      | 95.8                                       | 73.4                                       | 70.2                                       | 42.5                                       | 42.8                                       | 71.1                                       | 84.2                                       | 81.6                                       | 95                                         | 100.8                                      | 988.5                                      |
| Fuente: Météo climat stats.                |                                            |                                            |                                            |                                            |                                            |                                            |                                            |                                            |                                            |                                            |                                            |                                            |                                            |